# Emil Angelov
Emil Angelov (in bulgaro Емил Ангелов?; Haskovo, 17 luglio 1980) è un ex calciatore bulgaro, di ruolo attaccante.

## Carriera

### Club
Ha giocato con vari club, tra cui il Levski Sofia e il Denizlispor.

### Nazionale
Nel 2006 ha rappresentato la Nazionale bulgara.

## Palmarès
- Campionato bulgaro: 2

Levski Sofia: 2005-2006, 2006-2007
- Coppa di Bulgaria: 2

Levski Sofia: 2004-2005, 2007-2008
- Supercoppa di Bulgaria: 2

Levski Sofia: 2005, 2007